# Pachecoa prismatica
Pachecoa prismatica là một loài thực vật có hoa trong họ Đậu. Loài này được (Sesse & Moc.) Standl. & B.G.Sc mô tả khoa học đầu tiên.